# 2791 Paradise
2791 Paradise (1977 CA) là một tiểu hành tinh vành đai chính được phát hiện ngày 13 tháng 2 năm 1977 bởi S. J. Bus ở Palomar.